# Monacon spinifrons
Monacon spinifrons is een vliesvleugelig insect uit de familie Perilampidae. De wetenschappelijke naam is voor het eerst geldig gepubliceerd in 1909 door Cameron.